# Heinz Weisener
Heinz Weisener (* 16. März 1928 in Hamburg; † 7. April 2005 ebenda) war ein deutscher Architekt und Fußballfunktionär. Von 1990 bis 2000 war er Präsident des Hamburger Vereins FC St. Pauli. Weisener durchlief eine Maurerlehre und wurde dann Architekt. Sein Architekturbüro war in der Hansastraße in Hamburg-Rotherbaum ansässig.

## Bauten und Entwürfe (Auswahl)
- 1973: Wohnkomplex Eiffestraße in Hamburg[2]
- 1996: Treffpunkt Geißenweide in Berlin
Es handelt sich um einen von Weisener selbst finanzierten Gebäudekomplex mit 200 Wohnungen und Gewerbeflächen, dessen Baukosten mit 22,5 Millionen Euro angegeben sind.[3]
- 1999–2005: In Berlin führte der Architekt etliche Wohnprojekte im Entwicklungsgebiet Alter Schlachthof aus. Auf eigens durch sein Büro Weisener KG erworbenen Grundstücken realisierte er die ersten Stadthäuser.[4]
- 2000: Gewerbezirkel Fangdieckstraße in Hamburg
Im Auftrag einer Beratungsfirma für 9,2 Millionen Euro fertiggestellt.[3]
- 2001: Pläne für ein Löwenstadion der Zukunft für den Sportclub TSV 1860 München, die 2009 veröffentlicht wurden.[5][6]

Sein Lieblingsprojekt, den Neubau des Stadions am Millerntor und die Errichtung weiterer Anlagen für Sport und Unterhaltung in unmittelbarer Nähe, konnte Weisener jedoch nicht verwirklichen. Bereits in den 1980er Jahren nahm Weisener Planungen für dieses Vorhaben auf und war Mitbegründer einer Planungsgesellschaft.

## Fußballengagement
Weisener war ab 1981 Mitglied des FC St. Pauli, ab 1984 war stellvertretender Vorsitzender, ehe er im Februar 1990 ins Amt des Vorsitzenden gewählt wurde. Den Verein plagten zu dieser Zeit rund 5,5 Millionen D-Mark Schulden. Am Tag seines Amtsantritts kündigte Weisener an, den Verein „transparenter und demokratischer“ führen zu wollen. Unter seiner Leitung gelang es, die Schulden zeitweise weitgehend abzubauen. Gegenüber dem millionenschweren Architekten und CDU-Mitglied aus dem wohlhabenden Stadtteil Hamburg-Harvestehude bestand bei Teilen der Anhänger- und Mitgliederschaft zunächst Skepsis, auch weil er gemeinsam mit seinem Vorgänger Otto Paulick federführend Pläne eines Umbaus des Millerntorstadions zu einem Sport- und Erlebniszentrum geschmiedet hatte, die Ende der 1980er Jahre wegen des Widerstands von Anhängern und Anwohnern verworfen wurden. Von den Fans wurde er „Papa Heinz“ genannt, Weisener war der Prototyp eines Vereinspatriarchen, ein Teil der Vereinsmitarbeiter warf ihm vor, ein Alleinherrscher gewesen zu sein und das Versprechen einer transparenten und demokratischen Amtsführung nicht eingehalten zu haben. Ihm wurde zudem die hohe Anzahl an personellen Wechseln im Traineramt und in der Geschäftsführung zur Last gelegt. In seine Amtszeit fiel der Bundesliga-Aufstieg 1995, zu diesem Zeitpunkt war der Verein laut Weisener „so gut wie schuldenfrei“. Ende Oktober 1995 wurde er zum Ehrenmitglied des Vereins ernannt. Während seiner weiteren Amtszeit verschlechterte sich die wirtschaftliche Lage des FC St. Pauli wieder.

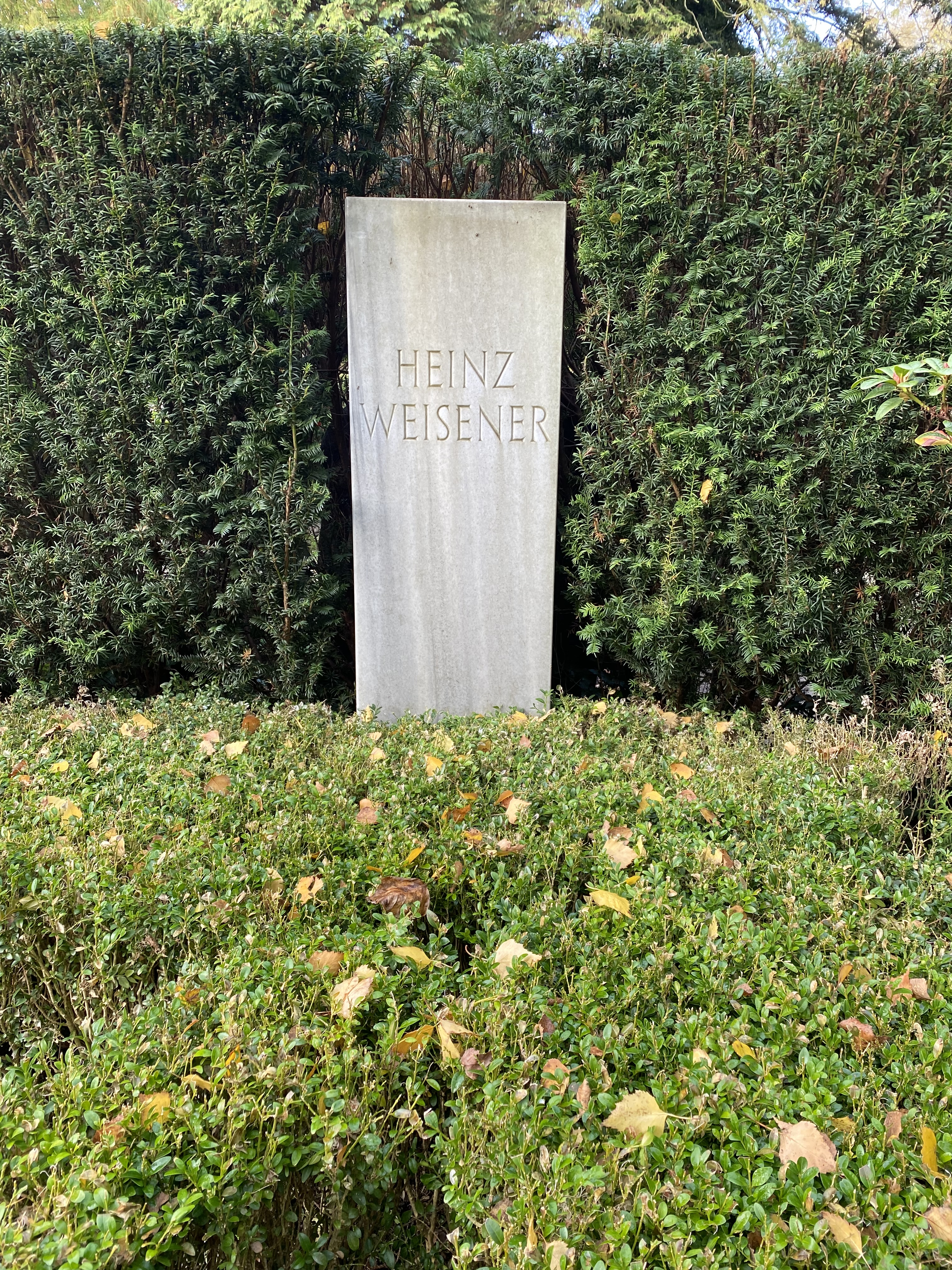
Grabstätte

Mehrfach rettete er seinen Klub durch Zuschüsse aus seinem Privatvermögen vor dem drohenden Ruin. Als dem Verein 1999 die Teilnahmeberechtigung an der 2. Bundesliga verweigert wurde, bürgte Weisener für ein Darlehen in Höhe von sieben Millionen D-Mark, letztlich wurde die Lizenz dann doch unter Auflagen erteilt. Weisener geriet wegen der wieder deutlich verschlechterten wirtschaftlichen Lage des Vereins und des von ihm mehrmals angekündigten, aber in seiner Amtszeit nie umgesetzten Stadionausbaus stark in die Kritik. Seiner Aussage nach habe er „bis an die Grenze des Vertretbaren in den Verein investiert“. Insgesamt steckte Weisener rund zehn Millionen D-Mark seines Vermögens in den Verein, andere Quellen sprechen von rund 20 Millionen Mark. Er nannte den FC St. Pauli „meine Geliebte“. Bei seinem Abschied im Oktober 2000 belasteten den Verein rund 1,5 Millionen D-Mark Schulden. Einige Monate nach Weiseners Rücktritt stieg St. Pauli völlig unerwartet in die 1. Bundesliga auf.
Weisener war viermal verheiratet und hatte fünf Kinder. Sein Sohn Götz war bis Februar 2001 beim FC St. Pauli für die Vermarktung zuständig. Heinz Weisener starb an einer Lungenkrankheit. Im Nachruf des Vereins wurde er vom damaligen Präsidenten Corny Littmann als „herausragende Persönlichkeit“ und „Vaterfigur“ bezeichnet.
Heinz Weisener lebte zuletzt im Hamburger Stadtteil Harvestehude und wurde am 14. April 2005 auf dem Nienstedtener Friedhof beigesetzt.